# Thập niên 860 TCN
Thập niên 860 TCN hay thập kỷ 860 TCN chỉ đến những năm từ 860 TCN đến 869 TCN.

## Sự kiện
865 TCN, một vương quốc Hittite mới có tên là Karl-Karmanes (còn được gọi là Tyler-Ahmar và Tyr-Balsibu) trên bờ sông Euphrates ở Syria ngày nay đã được cai trị bởi vua Assyria Ashur Nasirpa II chinh phục.

## Mất
867 TCN Vệ Trinh bá.
863 TCN Sái Lệ hầu , Chu Hiếu vương.
860 TCN Tề Ai công , Tề Hồ công.